# 鷲見亮
鷲見 亮（わしみ りょう、1979年9月18日 - ）は岐阜県出身の俳優。
株式会社ファミリーアーツ所属。以前はプレステージに所属していた。身長186cm。A型。
2007年7月、公式プロフィールで誕生日を7月16日としていたが、実は9月18日であったことを自身のブログで告白した。出演中であったテニスの王子様の舞台稽古期間中、なぜかスタッフ共演者達に誕生日を勘違いされ7月16日にサプライズパーティをされ、以降間違いだと言い出せずに公式にしてしまったそうである。
現在芸能活動を行っているかは不明。

## 出演作品

### テレビアニメ
- アイシールド21 - 大西洋 役

### 舞台
- ミュージカル　テニスの王子様The Imperial Match 氷帝学園 - 樺地崇弘 役
- ミュージカル　テニスの王子様The Imperial Match 氷帝学園 in winter 2005-2006 - 樺地崇弘 役
- ミュージカル　テニスの王子様Dream Live 3rd - 樺地崇弘 役
- ミュージカル　テニスの王子様Advancement Match 六角 feat. 氷帝学園 - 樺地崇弘 役
- ミュージカル　テニスの王子様Dream Live 4th - 樺地崇弘 役
- ミュージカル テニスの王子様Dream Live 5th - 樺地崇弘 役　※大阪公演ゲスト出演
- Be With プロデュースVOL.3 THE LONG KISS★GOOD NIGHT（2008年6月19日 ― 22日）
- ミュージカル テニスの王子様The Imperial Presence 氷帝feat.比嘉 - 樺地崇弘 役
- ルドビコ★Vol.3 「義経－YOSHITSUNE－」紫鬼王編
- Be With プロデュースVOL.6　幕末太陽伝〜RUN&RUN（2009年1月29日 - 2月1日）
- 戦国シェイクスピア BASARA 〜謀略の城〜（2009年3月6日 - 15日）
- Steps Musical ヴェローナ物語（2009年6月4日 - 7日、新宿）
- Be With プロデュースVOL.8 空の境界〜岡田以蔵異聞（2009年8月27日 - 30日）
- zero-stage　旗揚げ公演　ら抜きの殺意（2009年11月25日 - 29日）
- ニコニコミュージカル第4弾 舞台劇「ココロ」（2011年4月29日 - 5月8日、THEATRE1010）

### バラエティ
- ○○中(YouTube番組)
- ○○中R(YouTube番組)
- まるまる印西(TV番組)

### DVD
- 斬セイバー（津島ジン）

### 写真集
- 鷲見亮 CD-R写真集